# 女神のマルシェ
『女神のマルシェ』（めがみのマルシェ）は、2008年4月4日から2024年9月27日まで日本テレビで放送されていた通販番組。セブン&アイ・ホールディングスの一社提供。

## 概要
当初は『買物大スキ!女神の市場』（かいものだいスキ!めがみのマルシェ）という番組名で放送日時は2009年3月まで金曜16:00 - 16:30だったが、2009年4月から『シオドメディア』と放送時間を入れ替え15:50 - 16:20に変更となり、BS日テレでも土曜2:00 - 2:30（金曜深夜）に放送が開始された。それらと同時にタイトルロゴ表記が『女神のマルシェ』へと変更されたが、なぜかその時点では正式タイトルが変わらず、2010年4月2日よりようやく正式タイトル変更となる（日テレ公式ホームページの番組表では、『買物大スキ!』が前週で終了し、新番組として『マルシェ』が始まるという扱い）。
2016年4月1日から再度放送時間帯を変更。『PON!』が月 - 木曜日のみの放送となることから、その金曜日分の後継番組の1つとして本番組を5時間25分前倒しとなった。これに伴い、『news every.』は平日版で唯一2部制のまま存置されていた金曜日も月 - 木曜日と同様の枠切りによる3部制に移行した。
一方で、視聴者から『PON!』金曜版の再開を望む声もあったが、『PON!』は2018年9月27日放送回を以って番組終了となった。

## シリーズの終焉
スポンサーであるセブン&アイ・ホールディングスの業績不振による降板と2024年9月30日に通販サイト「日テレ7」のサービスが終了することを発表。このため当番組も27日をもって終了。『買物大スキ!女神の市場』時代から換算して16年半の歴史に幕を降ろした。運営している日テレ7も業績不振で終了には抗えなかった。

## 出演者

### 現在の出演者
レギュラー
- 柴田理恵（2010年4月 - ）
- 東貴博（2012年4月 - 、レギュラーゲスト）
- あらたけめぐみ（2024年3月15日 - 、ナレーション）

プレゼンター
- 相沢まき
- 上杉桜子
- 奥浜レイラ
- 龍田梨恵
- 林マヤ
- 竹内都子
- 石川梨華
- 高橋真美
- 奈美悦子
- ほしのあき
- 奥山佳恵
- 手島優
- 秋野暢子
- 布川敏和

ほか

### 過去の出演者
- 佐藤弘道（2008年6月 - 2010年3月、司会）
- 佐藤良子（2010年4月 - 2012年6月、司会）
- 森圭介（2012年6月 - 2013年7月、司会）
- 石田エレーヌ→葉山エレーヌ（2013年8月 - 2014年6月、司会）
- 森麻季（2014年7月 - 2021年12月、司会）
- 木原実（開始 - 2012年3月、ナレーション）
- 満仲由紀子（2011年1月 - 2012年3月、ナレーション）
- TARAKO（2012年4月 - 2024年3月[注 2]、ナレーション）

## ネット局と放送時間
| 放送対象地域 | 放送局            | 系列           | 放送曜日・放送時間   | 備考       |
| ------------ | ----------------- | -------------- | -------------------- | ---------- |
| 関東広域圏   | 日本テレビ（NTV） | 日本テレビ系列 | 金曜日 10:25 - 10:55 | 制作局     |
| 長野県       | テレビ信州 (TSB)  | 日本テレビ系列 | 金曜日 10:25 - 10:55 | 同時ネット |
| 北海道       | 札幌テレビ (STV)  | 日本テレビ系列 | 水曜日 10:25 - 10:55 | 遅れネット |

### 変遷
| 期間     | 期間      | 放送時間（日本時間） |
| -------- | --------- | -------------------- |
| 2008.4.4 | 2009.3.27 | 金曜 16:00 - 16:30   |
| 2009.4.3 | 2016.3.25 | 金曜 15:50 - 16:20   |
| 2016.4.1 | 2024.9.27 | 金曜 10:25 - 10:55   |

## スタッフ
- 構成：岡澤隆、鳥海鶏太、古川かずな（一菜）、大石依里
- 商品担当：中筋智子、平井哲朗、山中昌美、町田達男、竹嶋蘭、佐久間晶広、横山武郎（竹嶋→佐久間→横山→共に以前は毎週）、齋藤俊之、菊地和男、今牧親勇、古本柚衣、鈴木海吾、鎌田俊、川畑亮介、稲垣有賀、石川秀子、草場惠介、深蔵雅之、足立佳則、箕輪貴司（週替り）
- Web：笠原泰徳、草場惠介、鈴木海吾
- 技術：NiTRo
- 美術：松浦清美（日本テレビアート）
- 編集：伊藤大介（メディア・リース）
- MA：野宮聡（メディア・リース）
- 音効：柳澤三重子
- AD：本田のこ、間渕菜月、三浦裕人、史逸廷、豊田莉加、金井優芸、高松葵、福井裕一
- AP：山倉佳奈、髙村幸恵、大久保藍子（大久保→2019年2月8日 - 5月31日、6月28日、7月26日、11月1日・11月29日、12月13日・12月20日・12月27日、1月10日、1月17日、2月14日）、羽石ひとみ（羽石→2020年3月27日、4月3日、4月17日、4月24日、5月1日 - ）
- ディレクター：若井啓之、瀬戸口晃、竹田卓将、石山貴康、氣賀澤宏隆、石坂啓人(けいと)、河野啓太、松田三四郎、岩橋正憲、濱野圭佑、野坂琢、間地保靖、雪島正敬、西村英二郎、渡辺かおり、早川義人、梶山飛博、成田理、成田千明、服部孝司、高森有希、戸田彩香、松田悟、井原絢、秋濱知輝（井原・秋濱→以前はAD）（週替り）
- プロデューサー：鬼丸尚（一時離脱→復帰）/菖蒲千穂、齋藤俊之、吉田歩美、落合美雄（落合→2018年1月5日 - ）、井上貴子/村手武治
- 演出：中川誠之（以前はディレクター）
- CP：原司（2022年6月3日 - ）
- 制作協力：日テレ7、AX-ON
- 制作著作：日本テレビ

### 過去のスタッフ
- 構成：川原慶太郎、佐々木加奈子、高草木靖治、松林健、勅使河原ゆみ
- 商品担当：駒ケ嶺充、沢田みゆき、久保田千鶴、樫村徹、上杉麻美子、石川さおり、森田絵美子、秋山紀子
- 考査：鎌田紘美
- Web：森谷文彦
- AP：直井恵美、小林圭子
- 演出：小笠原豪
- 総合演出：高木章雄
- プロデューサー：環真吾/岡口真人/山王丸和恵、中谷聡、大音成信、中島武、中島小恵理/末延靖章/吉田絵
- チーフプロデューサー：宇井野猛、井上健、鈴木雄一、金杉和博、納富隆治（納富→2018年6月1日 - 2019年5月31日）、富永有一（富永→2019年6月7日 - 2021年11月26日）、横田崇（横田→2021年12月3日 - 2022年5月27日）
- 制作：西憲彦、田中宏史（田中→2016年6月3日 - 2018年5月25日）
- 制作協力：コスモ・スペース、WAONZ（WAO→2018年2月 - 6月）

## 特別番組
ここでは日テレAX-ON制作の『女神のマルシェ』姉妹番組のうち、特別番組について記述する。
- 通販刑事シリーズ

出演：小野寺昭、いとうあさこ、ダンディ坂野、小島よしお、どきどきキャンプ、竹内都子、北斗晶、佐々木健介、早見優、X-GUN、林マヤ、新田恵利、小椋ケンイチ
- サタデープレゼント〜ザ・買い物バラエティ「噂の通販刑事」

2010年3月27日16:00 - 17:15にテレビ東京で放送されたセブン&アイグループ一社提供の番組。
- ザ・買い物バラエティ!噂の通販刑事リターンズ

2010年5月29日13:00 - 14:54にBS日テレで放送されたセブン&アイグループ一社提供の番組。
- 買い物バラエティ 女子会マルシェ

出演：林マヤ、中山エミリ、龍田梨恵、金髪バイヤー
2011年1月29日13:30 - 14:54にBS日テレで放送された番組。略称は「女子マル」。
- 小町マルシェ

司会：町亞聖、峰竜太
2012年12月1日にBS日テレで放送され、読売新聞のWebコンテンツである『大手小町』内にある掲示板コンテンツの発言小町と連動した番組。
- これぞ久本雅美 たまらん逸品

司会：久本雅美
アシスタント：岡田圭右（ますだおかだ）
準レギュラー：原口あきまさ、青木さやか、小島よしお、森公美子
2015年11月15日より年に複数回、日本テレビ系列で不定期に放送されている番組。略称は「これぞ久本」。日本テレビでは原則として土曜10:30 - 11:25に放送される。『久本雅美のこれぞ!MADE in ジャパン』『久本雅美のこれぞ!にっぽん』などの番組名を経て、2018年11月10日の放送回以降は『これぞ久本雅美 たまらん逸品』（もしくは単に『これぞ久本雅美』）との番組名で定着している。
2021年6月19日の放送回は『芸能人は通販で幸せになれる!?』との番組名で放送されたが、久本や原口などの出演者は続投し、番組の公式略称も「久本通販」と告知された。同年4月に『ゼロイチ』が開始した影響により、放送時間は土曜14:00 - 14:55に変更となった。2021年11月13日の放送回では再び『これぞ久本』のタイトルを冠し、2022年3月13日の放送回では初めて日曜日に初回が放送された。
- 久本雅美のこれぞ!MADE in ジャパン

放送日：2015年11月15日、2016年5月28日
- 久本雅美のこれぞ!にっぽん

放送日：2016年11月12日、2017年2月25日・5月27日・11月11日、2018年2月24日・6月30日
- これぞ久本雅美 たまらん逸品

放送日：2018年11月10日、2019年6月29日・11月09日、2020年3月7日・6月27日
- これぞ久本雅美

放送日：2020年10月31日
- これぞ久本雅美 THE通販

放送日：2021年3月6日
- 芸能人は通販で幸せになれる!?

放送日：2021年6月19日
- これぞ久本 スゴすぎ逸品SHOW

放送日：2021年11月13日、2022年3月13日・7月31日・11月6日